# Tunelová dioda

Schematická značka tunelové diody

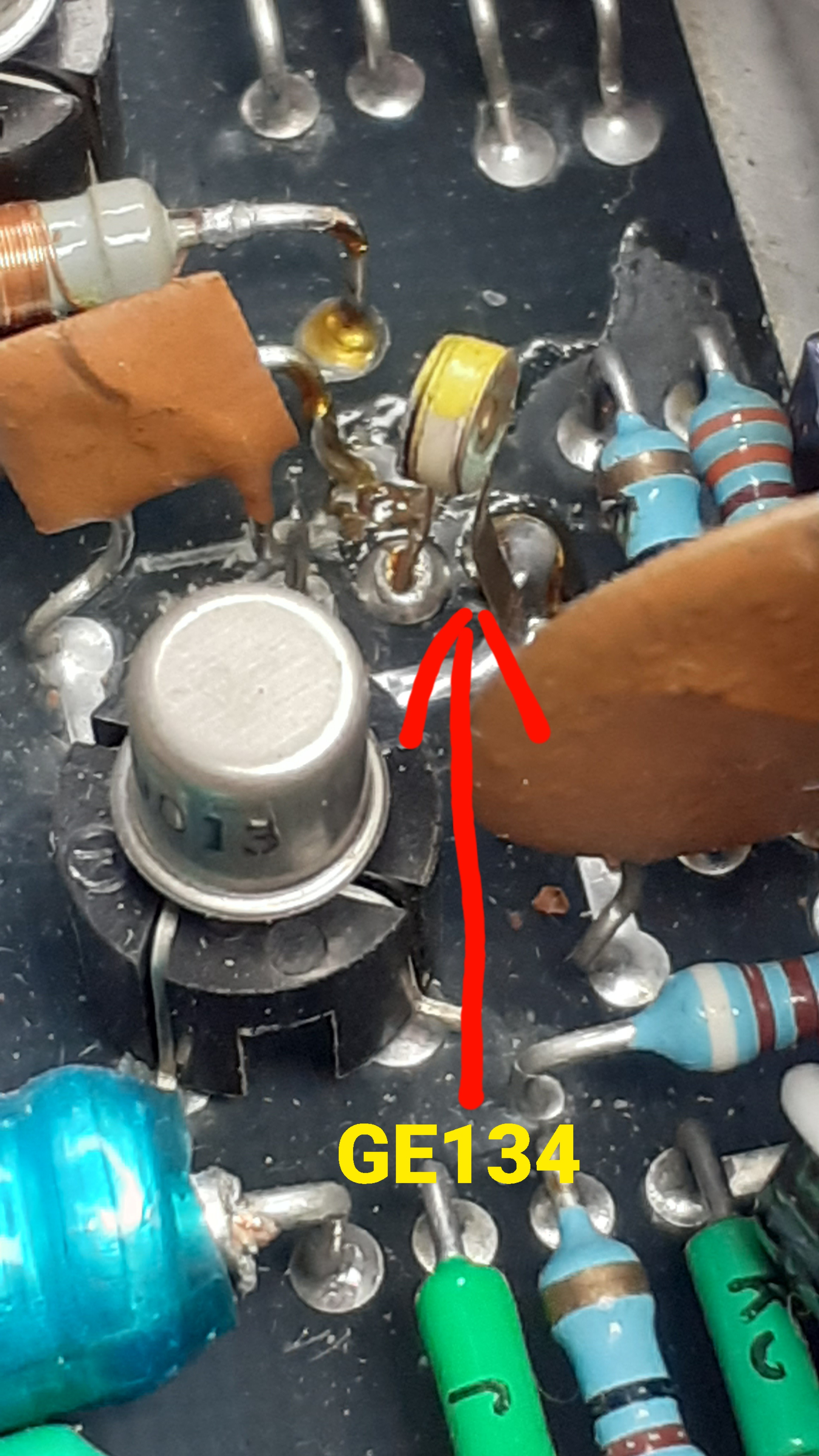
Tunelová dioda zapojená v časové základně osciloskopu Tesla BM550

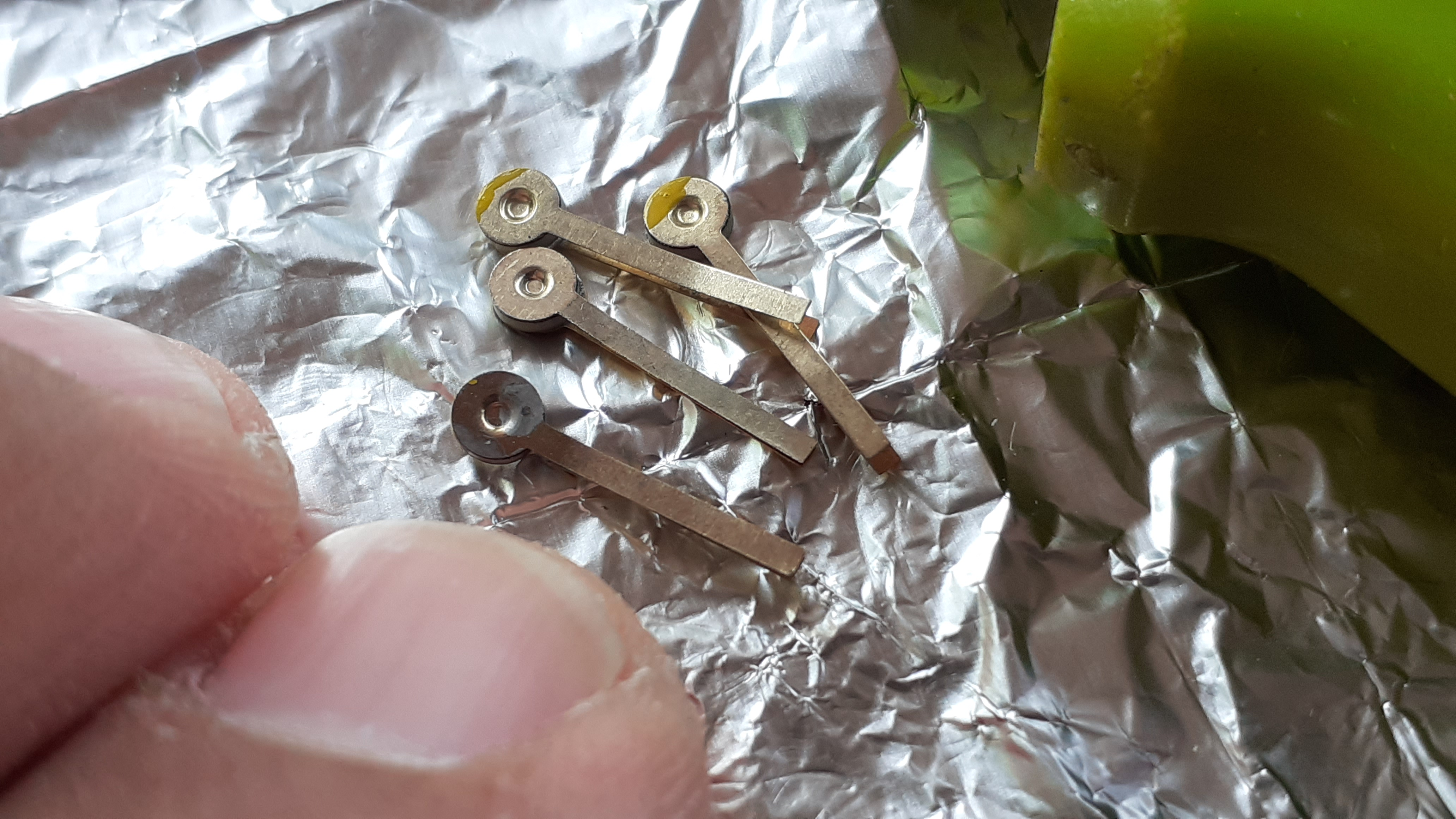
Nové nepoužíté diody GE134

Tunelová (Esakiho) dioda je dioda využívající tunelový jev v propustném směru PN přechodu, který je vyvolaný stavem degenerace zvyšováním koncentrací, při kterém Fermiho energetické hladiny přecházejí až do valenčního, respektive vodivostního pásu.
Tunelové diody se vyrábějí nejčastěji z galliumarsenidu (GaAs), u kterého dosahuje poměr proudu v maximu a minimu nejvyšších hodnot (20 až 65; u křemíku jen 3, u germania 5 až 15).
Protože tunelový jev je vlastně kvantově mechanický jev související s relacemi neurčitosti, při kterém se v propustném směru uplatňují jen majoritní nositelé, kteří tunelují přes zakázaný pás rychlostí blízkou rychlosti světla ve vakuu, je tunelová dioda extrémně rychlým elektronickým prvkem použitelným do frekvencí v řádu několika desítek GHz. Malá závislost na vnitřní ionizaci je příčinou malé citlivosti na ionizující záření i na teplotní změny. Proto se počítalo s využitím tunelových diod v kosmickém výzkumu, oscilátorech, zesilovačích pro vysoké frekvence, čítačích atd.
Ovšem s rozvojem bipolárních a unipolárních tranzistorů se tunelové diody přestaly sériově vyrábět pro jejich značné nedostatky – potřeba zdroje napětí s velikostí několika desetin voltu a malým vnitřním odporem, malá stabilita v oblasti záporného diferenciálního odporu, malá odolnost proti opačné polaritě napětí.